# Coleophora alaudipenella
Coleophora alaudipenella é uma espécie de mariposa do gênero Coleophora pertencente à família Coleophoridae.